# Karl Radek
Karl Berngardovitj Radek (ryska: Карл Бернга́рдович Ра́дек), ursprungligen Karol Sobelsohn, född 31 oktober 1885 i Lemberg (nuvarande Lviv) i Österrike-Ungern, död 19 maj 1939 i Verchneuralsk i Ryska SFSR i Sovjetunionen, var en kommunistisk politiker som var aktiv i de polska, tyska och sovjetiska arbetarrörelserna. En tid var han även stationerad i Stockholm.

## Biografi

### Uppväxt
Radek föddes i Lemberg (nuvarande Lviv) i provinsen Galizien som då tillhörde Österrike-Ungern. Han var son till en judisk posttjänsteman och studerade 1902–1903 juridik i Kraków. Han blev 1904 medlem i det polska socialdemokratiska partiet och medverkade i socialistisk press. På grund av sitt stöd för den socialistiska oppositionen vid marsrevolutionen i Ryssland fängslades han av tsarregimen och tillbringade ett år i fängelse.
År 1907 emigrerade han till Tyskland och blev där medlem i Sozialdemokratische Partei Deutschlands (SPD) och medverkade i ett par socialdemokratiska tidningar. På grund av vänsterradikal propaganda uteslöts han ur partiet 1912 och vid första världskrigets utbrott 1914 flyttade han till Schweiz och kom där i kontakt med Vladimir Lenin.

### 1917
Efter februarirevolutionens utbrott reste Radek tillsammans med Lenin i en plomberad järnvägsvagn genom Tyskland till Sverige. Han släpptes dock inte in i Ryssland vid Torneå då han var österrikare. Vid de rysk-tyska fredsförhandlingarna i Brest-Litovsk deltog Radek som en av de ryska förhandlarna. Han talade tyska flytande. Sedan februari 1917 var han bosatt i Stockholm där han redigerade Boten der russischen revolution, det vill säga Den ryska revolutionens budbärare. Han var chef för Centralkommitténs utlandsbyrå, bolsjevikernas enda representation utomlands. Under en period bodde han i Kreml i ett mindre slott där tidigare under tsarregimen de jourhavande officerarna bodde; Kavalleriskij Korpus. Det var beläget strax intill Tredje Internationalens sammanträdesrum.
Radek var mycket språkbegåvad, han talade tyska, ryska, engelska, franska, polska mfl, visserligen inte alldeles korrekt, men samtliga tämligen flytande. Dagligen läste han Times, Economist, Le Temps, Chicago Tribune, Corriere della Sera, Baseler Nachrichten, Frankfurter Zeitung, Berliner Tageblatt.
Efter krigsslutet 1918 fick han ett uppdrag som korrespondent i Berlin för en nyhetsagentur i Petrograd. I Berlin kom han i kontakt med Rosa Luxemburg och Karl Liebknecht och arbetade med dem vid uppbyggnaden av Kommunistische Partei Deutschlands (KPD) och blev följaktligen utvisad 1919.

### Komintern
Tillbaka i Moskva blev Radek ledamot av exekutivkommittén i Kommunistiska internationalen (KI), och 1923 blev han av KI utsänd för att illegalt arbeta för att organisera ett kommunistiskt motstånd i Ruhr.

### Opposition mot Stalin
År 1924 publicerade Radek en skrift om Lenin och eftersom han där visade att han var anhängare till Leo Trotskij tvingades han att lämna samtliga sina politiska uppdrag då den framväxande stalinismen tog kontroll över partiet. År 1927 blev Radek utesluten ur partiet och förvisad till Vologda, cirka 50 mil norr om Moskva.

### Avbön
När Radek 1929 genom avbön underordnade sig Stalins politik blev han benådad och 1931 återupptagen i kommunistiska partiet och fick anställning som utrikespolitisk redaktör i Izvestija. Han anses allmänt ha varit en duktig journalist och han var också en av medförfattarna till den sovjetiska författningen 1936. Under denna tid blev han, enligt egen utsago, i hemlighet medlem av en trotskistisk subversiv organisation, som han inte stödde fullt ut, men som han ansåg kunna användas i kampen mot Stalin.

### Rättegång och fängslande
Under 1930-talets skådeprocesser gällande konspirationer mot staten greps Radek den 16 september 1936 misstänkt för antisovjetisk verksamhet; ett brott Radek var tvungen att erkänna under rättegångsförhandlingarna. De erkände att de och Trotskij hade allierat sig med Tyskland och andra fasciststater med målet att sabotera den sovjetiska ekonomin inför ett kommande krig som skulle krossa Stalins regim.  Radek påpekade finurligt att han var en förrädisk lögnare men tog tillfället i akt att påpeka att hela målet vilade på hans erkännanden. Han gjorde dock starka invändningar mot delar av rättegången. Han kritiserade bland annat åklagarens uppfattning att alla anklagade skulle vara "banditer" och menade att skäl för verksamheten förelåg. Den 30 januari 1937 dömdes Radek till tio års fängelse i Verchneuralsk i Uralbergen, där han på order av Stalin dödades av NKVD-officerarna Pjotr Kubatkin och Ivan Stepanov den 19 maj 1939. Han rehabiliterades år 1988.